# Josef Svennung
Josef Gusten Algot Svennung, tidigare Svensson, född 7 januari 1895 i Möcklarp i Alseda församling i Jönköpings län, död 11 mars 1985 i Uppsala domkyrkoförsamling, var en svensk klassisk filolog. 
Svennung var under åren 1944–1961 professor i latinska språket och litteraturen vid Uppsala universitet. Han ägnade sig särskilt åt vad Jordanes och andra klassiska författare kan ha sagt om Norden och Scandza. Bland Svennungs lärjungar märks Birger Bergh, Sten Hedberg, Arne Melvinger, Alf Önnerfors och Jan-Olof Tjäder.

## Verk (urval)
- Orosiana. Syntaktische, semasiologische und kritische Studien zu Orosius. Uppsala 1922 (Dissertation)
- Palladii Rutilii Tauri Aemiliani viri illustris Opus agriculturae. Liber quartus decimus de veterinaria medicina. Göteborg 1926
- Om Palladius' De medicina pecorum. 1929
- Wortstudien zu den spätlateinischen Oribasiusrezensionen. Uppsala 1932
- Untersuchungen zu Palladius und zur lateinischen Fach- und Volkssprache. Uppsala/Leipzig 1935
- Kleine Beiträge zur lateinischen Lautlehre. Uppsala 1936
- Compositiones Lucenses. Studien zum Inhalt, zur Textkritik und Sprache. Uppsala/Leipzig 1941
- Catulls Bildersprache. Uppsala/Leipzig 1945
- "Vitala stad" och det forna Vetlanda. 1947
- Belt und Baltisch. Ostseeische Namenstudien. Mit besonderer Rücksicht auf Adam von Bremen. Uppsala 1953
- Den värendska arvsrätten. 1956
- Anredeformen. Vergleichende Forschungen zur indirekten Anrede in der 3. Person und zum Nominativ für den Vokativ. Uppsala/Wiesbaden 1958
- Svearnas ö och sithonerna hos Tacitus. 1962
- Från senantik och medeltid: latinska texter av kulturhistoriskt intresse. 1963
- Scandinavia und Scandia: lateinisch-nordische Namenstudien. 1963
- Jordanes und Scandia. 1967
- Zur Geschichte des Goticismus. 1967
- Skandinavien bei Plinius und Ptolemaios : kritisch-exegetische Forschungen zu den ältesten nordischen Sprachdenkmälern (1974)

Översättning
- Martin Luther: Om en kristen människas frihet (översatt från latinet 1929 av Josef Svennung, språklig bearbetning 1993 av Gun och Carl Henrik Martling, Verbum, 1994)